# 1955年中国大陆
| 中国历史 / 中国历史年表 |
| 世紀： 19世纪中国 / 20世纪中国 / 21世纪中国 |
| 年代： 1920年代中国 / 1930年代中国 / 1940年代中国 / 1950年代中国大陆 / 1960年代中国大陆 / 1970年代中国大陆 / 1980年代中国大陆                                 |
| 年份： 1951年中国大陆 / 1952年中国大陆 / 1953年中国大陆 / 1954年中国大陆 / 1955年中国大陆 / 1956年中国大陆 / 1957年中国大陆 / 1958年中国大陆 / 1959年中国大陆 |
| 纪年： 乙未年（羊年）、中华人民共和国成立6周年 |

## 领导人
- 中共中央主席：毛泽东
- 国家主席：毛泽东
- 国务院总理：周恩来
- 全国人大常委会委员长：刘少奇
- 国家副主席：朱德

## 大事記

### 1月
- 1月1日——光明日報編排方式改為由左至右橫排。上海《每周广播电视报》创刊。
- 1月2日——南斯拉夫社会主义联邦共和国与中华人民共和国建交。
- 1月3日——中国足球协会成立。
- 1月10日——經政治局會議討論通過、劉少奇簽署發出《關於整頓和鞏固農業生產合作社的通知》：「當前的合作化運動，應基本上轉入控制發展、着重鞏固的階段。」[1]:715-716
- 1月15日——中国启动代号为“02”的核武器研制计划。
- 1月18日——一江山戰役[2]:79。
- 1月31日——中国卫生部党组向中共中央报送《关于节制生育问题的报告》。青海省果洛藏族自治区雪灾，国务院调派空军空投粮食9．6万斤，茶叶6千斤。

### 2月
- 第一個五年計劃草案編制完成[3]:982。
- 2月7日至2月10日——台灣放弃大陳島[2]:80。
- 2月16日——中共中央统战工作方针确定。
- 2月18日——台山列島海戰。

### 3月
- 3月1日——新版人民币开始发行。广西凭祥至睦南关（友谊关）铁路通车。
- 3月21日至3月31日——中国共产党举行全国代表会议，通過《关于高岗、饶漱石反党联盟的决议》，决定开除高岗、饶漱石的党籍[3]:1000。毛泽东出席并主持了会议[4]。陈云作《关于发展国民经济第一个五年计划的报告》，草案规定了第一个五年计划的基本任务。邓小平作了《关于高岗、饶漱石反党联盟的报告》，会议决定开除高岗、饶漱石的党籍。
- 3月31日——全国代表会议通过《关于成立党的中央和地方监察委员会的决议》，确立增加党内监督的各级监察委员会，并选出董必武为书记[5]。中国共产党全国代表会议通過关于第一个五年计划草案之決议[3]:982。經過審議修改，中國共產黨全國代表會議原則通過《中華人民共和國發展國民經濟第一個五年計劃草案（初稿）》[1]:703。

### 4月
- 4月1日——中国、印度两国发表关于印度政府将其在中国西藏地方所经营的邮政、电报、电话及其设备和驿站交给中国政府的公报。
- 4月2日至4月9日——劉少奇先後邀集西北、西南、中南、華東、華北和東北等地區省市委負責人座談，聽取他們有關當地工作情況滙報；當談到經濟問題時，劉少奇稱：凡是盲目發展得多的行業，困難就大；這裡有一條經驗，並不是任何發展都是好的，如果發展不是有計劃、有前途的，發展本身就帶有破壞性[1]:703-704。
- 4月3日——上海市副市长潘汉年以“内奸”问题被逮捕审查，同月被捕审查的还有上海市公安局副局长扬帆，史称“潘杨反革命集团”。
- 4月4日——中共七届五中全会在北京举行。全会批准了中国共产党全国代表会议的各项决定，并补选林彪、邓小平为中共中央政治局委员。
- 4月9日——劉少奇同東北地區各省市委負責人的談話記錄：「我們熟悉的事，如打游擊、土地改革等現在都完成了，而不熟悉的事，如基本建設、五年計劃等卻強迫我們去做，我們沒有經驗，因而很吃力，很被動。現在要創造新的領導經驗。」[1]:704劉少奇同東北地區各省市委負責人的談話記錄：不能無限制地脱產，要加以控制[1]:705。
- 4月11日——“喀什米爾公主號”事件，飛機飛離香港前往印尼五小時後爆炸，中國和越南代表團工作人員以及隨同前往之中外記者11人全部遇難[3]:1049。
- 4月14日——周恩來率領中國代表團乘包租之另一架印度飛機從昆明飛往緬甸仰光[3]:1049。西康省藏族自治州康定城地震，死39人，伤113人。
- 4月18日——亞非會議開幕，周恩来参加[3]:1054。
- 4月19日——周恩来说：“中国代表团是来求团结而不是来吵架的。……是来求同而不是來立异的。在我們中間有無求同的基礎呢？有的。那就是亞非絕大多數國家和人民自近代以都曾經受過、並且現在仍在受着殖民主義所造成的災難和痛苦。這是我們大家都承認的。從解除殖民主義痛苦和災難中找共同基礎，我們就很容易互相了解和尊重、互相同情和支持，而不是互相疑慮和恐懼、互相排斥和對立。……我們的會議應該求同而存異。同時，會議應將這些共同願望和要求肯定下來。這是我們中間的主要問題。我們並不要求各人放棄自己的見解，因為這是實際存在的反映。但是不應該使它妨礙我們在主要問題上達成共同的協議。我們還應在共同的基礎上來互相了解和重視彼此的不同見解。”[3]:1056-1057他还呼吁亚非各国撇开分歧，加强团结，为会议成功而努力。在会上，中华人民共和国秉持“求同存异”的方针，从而减轻了其他国家对中华人民共和国的疑虑，对会议的成功起到了促进作用，同时也促进了中国同亚非各国的团结与合作[6]。
- 4月23日——周恩來説：「目前世界的形勢的確是緊張的，但是和平並沒有絕望，擁護和平的人一天天多起來。……在聯合國憲章的前言中有『和平相處』的名詞，這是我們應該能夠同意的。我們應該能夠在聯合國憲章的立場來謀求和平合作。」[3]:1061他又稱：「中國人民同美國人民是友好的。中國人民不要同美國打仗。中國政府願意同美國政府坐下來談判，討論和緩遠東緊張局勢的問題，特別是和緩台灣地區的緊張局勢問題。」[3]:1066
- 4月25日——国营天津第一棉纺厂一台田熊式2号锅炉因下锅筒“苛性脆化”爆炸，8人死亡、17人重伤、52人轻伤，直接损失36.9万多元[7]。

### 5月
- 5月13日——周恩來在第一屆全國人大常委會第15次擴大會議上關於亞非會議的報告記錄：「我們允許那種沒有看到事實而帶有懷疑的人懷疑，因為他們沒有看到，可以懷疑。你要不是惡意的，我們就以善意對待。至於他是不是惡意，這也很難從他説話中完全分別出。我們可以從他說話的表面的意義上來估計，就當做是懷疑，我們來解釋。解釋的結果，就使懷疑的一部分人去除他們的懷疑。」[3]:1051
- 5月27日——根据中苏两国签订的协定，苏军驻旅大部队完全从苏占旅大撤出，中国政府全部收回旅顺主权。

### 6月
- 6月18日——国务院发出《关于国家机关工作人员自今年7月份起全部实行工资制待遇的通知》。

### 7月
- 葡萄牙宣布将澳门划为“海外省”。中国政府提出抗议和警告。
- 7月1日——兰新铁路黄河大桥落成并正式通车。
- 7月6日——劉少奇主持第一屆全國人民代表大會第二次會議，《中華人民共和國發展國民經濟第一個五年計劃（一九五三——一九五七）》正式通過[1]:703。江西省乐平县镇泽桥区杨家乡一只渡船乘客落水。死亡46人。
- 7月18日——国务院第十五次会议通过决议，撤消热河省，分别划归河北省、辽宁省和内蒙古自治区；撤消西康省，划归四川省。
- 7月30日——第一届全国人民代表大会第二次会议通过并正式颁布了第一部《中华人民共和国兵役法》即五五兵役法，该法规定中国实行义务兵役制。

### 8月
- 8月1日——中国与尼泊尔王国建交。

### 9月
- 聯合國第十屆大會通過美國提案，本屆大會不考慮任何主張排除台灣代表或中共入會之提議[2]:82。
- 9月8日——上海警方逮捕天主教上海教区主教龚品梅、30多名神父及300多名教徒。
- 9月9日——广西省人民委员会发布《广西省农村粮食统购统销实施细则》。
- 9月16日——国务院派到西藏支援各项建设的300多名干部，首批于8月中旬至9月中旬到达拉萨和昌都。
- 9月19日——新疆省第一座水力发电站——乌拉泊水电站提前发电。
- 9月20日——西藏自治区筹备委员会和筹备处在拉萨正式成立，阿沛·阿旺晋美任处长。
- 9月27日——中国人民解放军开始实行军衔制，军衔共设6等19级，朱德、彭德怀等十人在北京获颁中华人民共和国元帅军衔。粟裕、陈赓等十人授大将军衔。

### 10月
- 澳葡当局筹备在1957年举行“庆祝澳门开埠四百周年”纪念。中国政府发表文告,予以揭露和反对。澳葡当局被迫取消庆祝活动，拆去纪念牌。
- 10月1日——新疆维吾尔自治区成立。
- 10月4日至10月11日——中共七届六中全会在北京举行，全会主要讨论农业合作化问题和通過《关于召开党的第八次全国代表大会的决议》[1]:712。會議根據毛泽东7月31日所作《关于农业合作化问题的报告》，通过了《关于农业合作化问题的决议》[8]:4。以及《农业生产合作社的示范章程（草案）》，使农业合作化运动的错误继续延续[9]，毛泽东把邓子恢及其领导的中央农村工作部的“错误”性质定为“右倾机会主义”，认为对于农业合作化问题的争辩是关于“党的总路线是不是完全正确”的问题，是“反对资产阶级、反对富农反抗的阶级斗争”的问题，开启了压制党内不同意见、将工作中的意见分歧上升为路线斗争和阶级斗争的先例。此次全会成为中国农业合作化运动的一个重大转折点[10]。
- 10月9日——西藏地区参观团和西藏青年参观团202人抵达北京。10月18日陈毅设宴招待。12月23日毛泽东接见。
- 10月15日——全国文字改革会议在北京举行。会议通过《汉字简化方案修正草案》和《第一批异体字整理表草案》，还制订了普通话的定义，并一致同意在全国大力推广普通话。
- 10月20日——拉（萨）一日（喀则）、日（喀则）一江（孜）两条公路通车典礼在拉萨举行。
- 10月30日——克拉玛依油田喷出原油。

### 11月
- 11月1日——兰（州）一新（疆）铁路兰州至张掖段539公里开始通车。
- 11月4日——辽东半岛军事大演习正式开始。
- 11月10日——成（都）一阿（坝）公路全线通车。全长507公里。
- 11月20日，缅军向中缅南段未定界推进时遭遇中国军队，双方爆发冲突，是为“黄果园事件”，在缅甸国内引起反华浪潮
- 11月21日——中国伊斯兰教经学院在北京成立。马玉槐任院长。
- 11月31日——毛澤東主持召開中共中央政治局擴大會議，討論加快各項工作的速度，提前實現社會主義工業化和社會主義改造問題[8]:5。

### 12月
- 12月8日——中国科学院语言研究所和有关部门创立了新彝文、壮文，改进、改革和完善了傣、景颇、僳僳、拉祜和柯尔克孜等民族文字。
- 12月19日——第一支青藏煤田勘测队赴藏。
- 12月27日——毛澤東在為《中國農村的社會主義高潮》作序時，認為現在提到全黨和全國人民面前的問題，是要不斷批判在農業生產、工業和手工業的生產，工業和交通運輸的基本建設的規模和速度，商業同其他經濟事業的配合等右傾保守主義，使之適應整個情況的發展：「現在的問題是經過努力本來可以做到的事情，卻有很多人認為做不到。因此，不斷地批判那些確實存在的右傾保守思想，就有完全的必要了。」[8]:6

## 水灾
农田受灾524.7公顷。鄂东、钱塘江流域、鄱阳湖水系6月洪水，鄂、浙、赣3省水灾，农田受淹42.3万公顷，死伤近900人。乌江、岷江、资水中下游及嫩江水灾，海河流域、皖北内涝。

## 出生
- 7月1日：李克強，前中華人民共和國總理。